# Streptocyclammina
Streptocyclammina es un género de foraminífero bentónico de la familia Spirocyclinidae, de la superfamilia Loftusioidea, del suborden Loftusiina y del orden Loftusiida. Su especie tipo es Pseudocyclammina (Streptocyclammina) parvula. Su rango cronoestratigráfico abarca desde el Liásico medio (Jurásico inferior) hasta el Kimmeridgiense (Jurásico superior).

## Discusión
Clasificaciones previas incluían Streptocyclammina en el suborden Textulariina del orden Textulariida o en el orden Lituolida.

## Clasificación
Streptocyclammina incluye a las siguientes especies:
- Streptocyclammina hottingeri †
- Streptocyclammina parvula †